# Метрическая книга
Метри́ческая книга (устар.) — исторические реестры, книги для официальной записи актов гражданского состояния (рождений, браков и смертей) в Российской империи в период с начала XVIII века (православные метрические книги — не ранее 1722 года) по 1918 год.

## Разновидности

### Православные метрические книги
Метрическая книга рассчитывалась на год и состояла из трёх частей (отсюда её второе, менее распространённое наименование — троечастная книга).
- «О родившихся». Помимо порядкового номера в первой части указывались дата рождения и крещения, пол новорождённого и данное ему имя. Место жительства, сословная принадлежность, если это крепостной, то владельческая принадлежность (например, какому помещику принадлежали), вероисповедание, национальность, имя, фамилия, отчество отца и матери (или указывалось на незаконность рождения). Записывались крёстные родители (восприемники), их местожительство, сословная и все остальные сведения. Указывалось, кто из священно- и церковнослужителей крестил ребёнка и где этот обряд происходил — в доме прихожанина или в церкви.
- «О бракосочетавшихся». Во второй части метрической книги также приводился порядковый номер и дата бракосочетания. Записывались имя, фамилия, отчество, место жительства, сословная и владельческая принадлежность, национальность, вероисповедание жениха и невесты, их возраст; для каждого супруга отмечалось, каким браком он венчался (первым, вторым, третьим и т. д.). В отдельную графу записывались свидетели (поручители), их местожительство, сословная и владельческая принадлежность. По желанию, свидетели могли сделать свою отметку в метрической книге. Указывалось, кто из священно- и церковнослужителей венчал этот брак.
- «О умерших». Оригинальный раздел третьей части содержит номер, дату смерти и дату погребения, сведения о месте жительства умершего, его сословном и владельческом положении, имени, фамилии, отчестве, возрасте и причине смерти, месте захоронения (для несовершеннолетнего — имя, возраст, а также сведения о месте жительства, сословном и владельческом положении, имени, фамилии и отчестве отца). Здесь указывалось кто из священно- и церковнослужителей совершал погребение, и священник, исповедавший и приобщивший умершего накануне смерти.

По каждой части приводились итоги за тот или иной месяц и за год в целом. В зависимости от времени создания метрической книги, некоторые сведения, приведённые выше, могут в ней отсутствовать.

Метрические книги велись уполномоченными духовными лицами в двух экземплярах: один оставался на хранении в церкви (как правило — подлинный), второй (иногда в виде копии, заверенной церковным причтом) отсылался в архив консистории (учреждение с церковно-административными и судебными функциями), которое подчинялась епархиальному архиерею.
После принятия 16 сентября 1918 года «Кодекса законов об актах гражданского состояния…» метрические книги были отменены и их заменили на актовые (или реестровые) книги в местных органах ЗАГСа. Однако в некоторых районах метрические книги велись ещё в течение нескольких лет.
Метрические книги XVIII века отличались неполнотой перечисленных выше сведений. Рукописный текст книг этого периода характеризовался палеографическими особенностями, существенно затрудняющими в настоящее время его прочтение неподготовленным к этому человеком.
- Троечастная метрическая книга села Славного Шеского и Кушальского стана Тверского уезда Тверской провинции Новгородской губернии 1767 года, содержащая текст с палеографическими особенностями.

В представленной метрической книге села Славного имеются все три раздела, названия которых в рукописном тексте выделены двумя горизонтальными линиями: «Часть первая о новорожденных», «Часть вторая о сочетавшихся браками», «Часть третья о умерших».
Примеры чтения записей, имеющих палеографические особенности.
- Запись № 19 в разделе «Часть первая о новорожденных»: «вышеозначенной вотчины Дмитриева-Мамонова села Славного у крестьянина Изота Купреянова дочь Настасья».
- Запись № 7 в разделе «Часть вторая о сочетавшихся браками»: «вышепредписанной вотчины Дмитриева-Мамонова села Славного крестьянин Изот Купреянов первым браком на девице той же вотчины деревни Ведново на крестьянской дочери Ирине Ивановой».
- Запись № 8 в разделе «Часть третья о умерших»: «вотчины капитана Гаврилы Стефанова сына Посевьева деревни Тестово крестьянин Стефан Васильев 73 лет».

Поскольку крепостные крестьяне центральных губерний Российской империи, в отличие от крепостных крестьян ряда западных и северных губерний, не имели фамилий, то в представленных метрических записях 1767 года после крестьянского имени указано отчество в форме написания, принятой в то время.

### Метрические книги в отношении лиц иных вероисповеданий
В дореволюционной России в соответствии с законодательными актами представителями иных вероисповеданий велись следующие метрические книги.
- Лютеранского — с 1764 года.
- Католического — с 1826 года. Фактически в некоторых приходах велись с 1710 года.
- Мусульманского — с 1828 года.
- Иудейского — с 1835 года. Фактически в некоторых приходах велись с 1804 года.
- Баптистского — с 1879 года. Велись полицейскими чиновниками.
- Старообрядческого — по 1905 год велись полицейскими чиновниками.
- Сектантских — по 1905 год велись полицейскими чиновниками.

#### Католические метрические книги
Католические метрические книги состояли из трёх томов: «О родившихся» (лат. Liber Natorum) или «О крещёных» (лат. Liber Baptisatorum); «О бракосочетавшихся» (лат. Liber Matrimonium или Liber Copulatorum) и «О умерших» (лат. Liber Mortuorum или Liber Defunctorum) или «О погребённых» (лат. Liber Sepultorum). Дополнительные сведения (такие, как информация о миропомазанных и списки министрантов) содержались в консисторских экземплярах метрических книг.
Книги велись на латинском языке, в разных формах — повествовательной или табличной.

## Генеалогическое значение
Метрическая книга — основной документальный источник при изучении истории своего рода, составлению родословной, поколенной росписи и генеалогического древа.
По законодательству бывшего СССР и большинства стран СНГ метрические книги в течение 75 лет хранятся в органах ЗАГС, а потом передаются в государственные архивы на постоянное хранение. С мая 2002 года в Российской Федерации срок хранения собранных из первых экземпляров записей актов гражданского состояния актовых книг, а также метрических книг в органах ЗАГС увеличен до 100 лет. Аналогичная правовая норма, устанавливающая для записей актов гражданского состояния 100-летний срок временного хранения до их передачи на постоянное хранение в государственные и муниципальные архивы, содержится в пп. "а" п. 4 ст. 22 Федерального закона «Об архивном деле в Российской Федерации» от 22 октября 2004 года № 125-ФЗ.